# Rivière du Caribou
Rivière du Caribou är ett vattendrag i Kanada.   Det ligger i provinsen Québec, i den sydöstra delen av landet, 270 km nordost om huvudstaden Ottawa.
I omgivningarna runt Rivière du Caribou växer i huvudsak blandskog. Trakten runt Rivière du Caribou är nära nog obefolkad, med mindre än två invånare per kvadratkilometer.